# Nephrurus wheeleri
Nephrurus wheeleri är en ödleart som beskrevs av  Arthur Loveridge 1932. Nephrurus wheeleri ingår i släktet Nephrurus och familjen geckoödlor. IUCN kategoriserar arten globalt som livskraftig.

## Underarter
Arten delas in i följande underarter:
- N. w. wheeleri
- N. w. cinctus